# Kodar
De Kodar (Russisch: Кодар) is een bergketen in het zuiden van Siberië, in het noorden van de regio Transbaikal binnen de Russische kraj Transbaikal en oblast Irkoetsk. Het is onderdeel van het grotere Stanovojplateau en vormt de voortzetting van het Severo-Moejskigebergte.
De dichtstbijzijnde nederzettingen zijn het dorp Tsjara en het spoorwegknooppunt Novaja Tsjara. In de nabijgelegen Tsjaralaagte ligt het bijzondere natuurgebied de Tsjarazanden.
De naam Kodar komt van het Evenkse woord 'chada' en betekent "rots".

## Geografie
De Kodar heeft een lengte van ongeveer 250 kilometer bij een breedte van 50 tot 60 kilometer. De hoogste piek van de Kodar en het hele Stanovojplateau is de Pik BAM met een hoogte van 3072 meter.
De bergketen wordt omringd door de stroomdalen van de rivieren Vitim en Tsjara. Door het gebergte stroomt de rivier de Apsat (zijrivier van de Tsjara).
Het massief is opgebouwd uit graniet-gneis en kristallijne leisteen en bestaat uit nauwe diepe dalen, die oplopen tot meer dan 1000 meter boven het omringende gebied. Omdat het gebergte onderdeel vormt van de Baikal Rift komen er regelmatig aardbevingen voor. In de bergkam zijn afzettingen van steenkool en koper aangetroffen. Bij de middenloop van de Tsjararivier bevinden zich afzettingen van het gelijknamige mineraal charoiet (tsjaroiet; een sieredelsteen), dat alleen hier voorkomt.
De Kodar ligt in een gebied met een streng subarctisch klimaat, waarbij het Siberisch Hoog tussen november en maart zorgt voor zeer lage temperaturen. Meteorologische metingen in de jaren 1960 op een hoogte van 2500 meter gaven aan dat de jaarlijkse neerslag varieerde tussen de 850 en 1000 millimeter, waarvan de helft als sneeuw viel. 80% van de sneeuwval vindt plaats in het late voorjaar en de vroege herfst, maar gedurende het hele jaar kan er sneeuw vallen. De sneeuwgrens ligt tussen de 2200 en 2600 meter.
Volgens een onderzoek uit 2013 bevinden zich 34 gletsjers op de bergkam met een totale oppervlakte van 19 km². Deze gletsjers liggen op een afstand van ongeveer 1200 kilometer van de dichtstbijzijnde gletsjers en behoren daarmee samen met een aantal gletsjers in de tropen tot de meest geïsoleerde gletsjers ter wereld. De gletsjers zijn met een gemiddelde lengte van 2,1 kilometer vrij klein. De gletsjers beneden de sneeuwgrens zijn aangewezen tot natuurmonumenten.
De hellingen van de bergkam zijn begroeid met lariksbossen, die op een hoogte van ongeveer 1600 meter overgaan in berkenkrummholz en naar de goltsy toe in berggraslanden en bergtoendra. Deze hoogtezonering is goed zichtbaar.

## Geschiedenis
De bergkam werd in 1857 beschreven door topograaf Arseni Oesoltsev samen met een beschrijving van de stroomversnellingen van de rivier de Tsjara. Hij stelde ook de lengte vast op ongeveer 200 kilometer.
Met de komst van BAM werd de regio rond Kodar beter bereikbaar. In de Marmerkloof (Мраморное ущелье; Mramornoje oesjtsjelje) van de Centrale Kodar werd tussen 1949 en 1951 uranium gewonnen door de Borlag met behulp van Goelagdwangarbeid.
In de jaren 1970 werden de exogene processen rond de reliëfvorming van de rug onderzocht met behulp van remote sensing onder leiding van cartograaf Leonid Plastinin, die hiervoor samenwerkte met het Instituut voor Geografie van Irkoetsk en de Staatsuniversiteit van Irkoetsk.

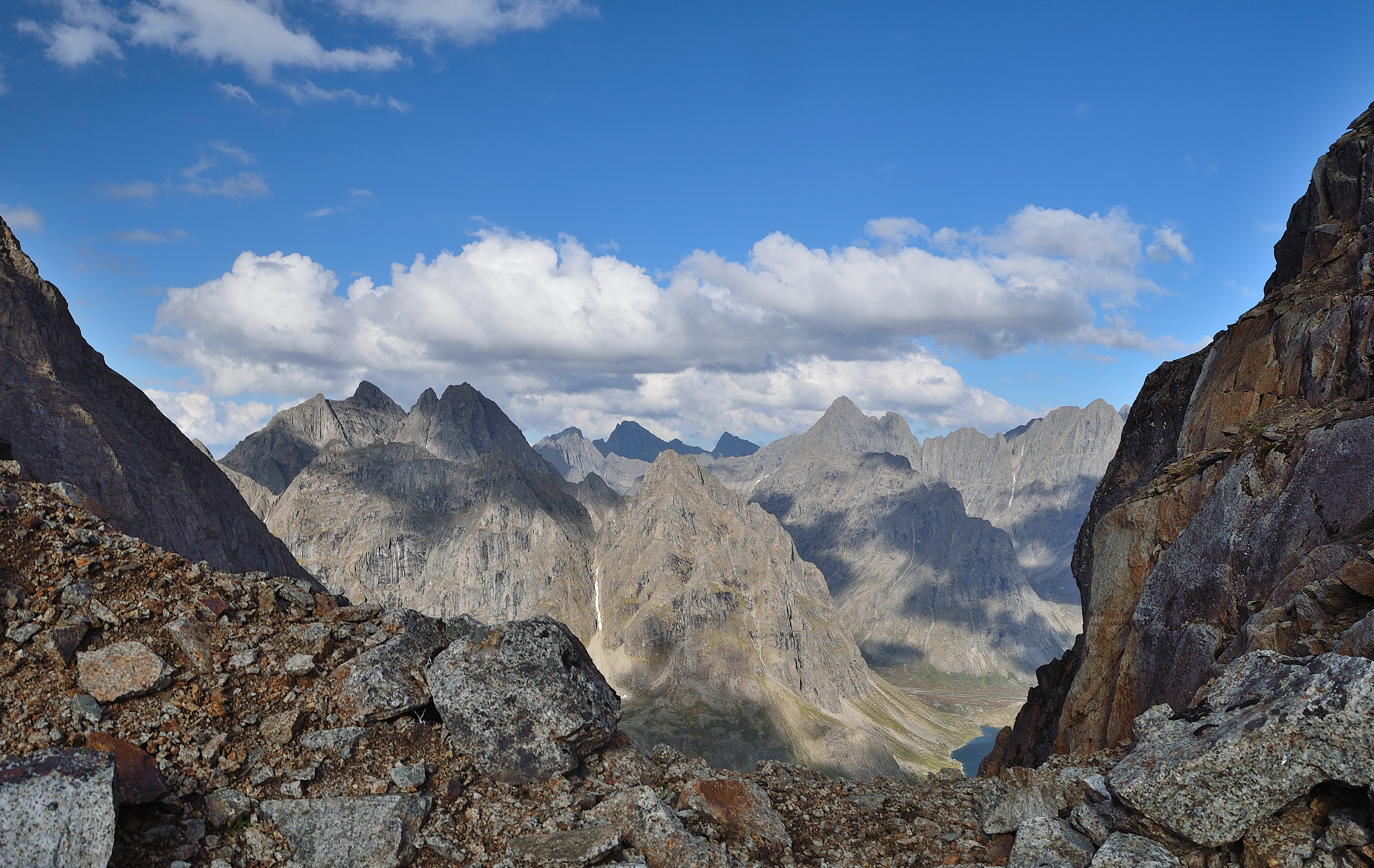
Deel van het gebergte gezien vanaf de Lednikovypas
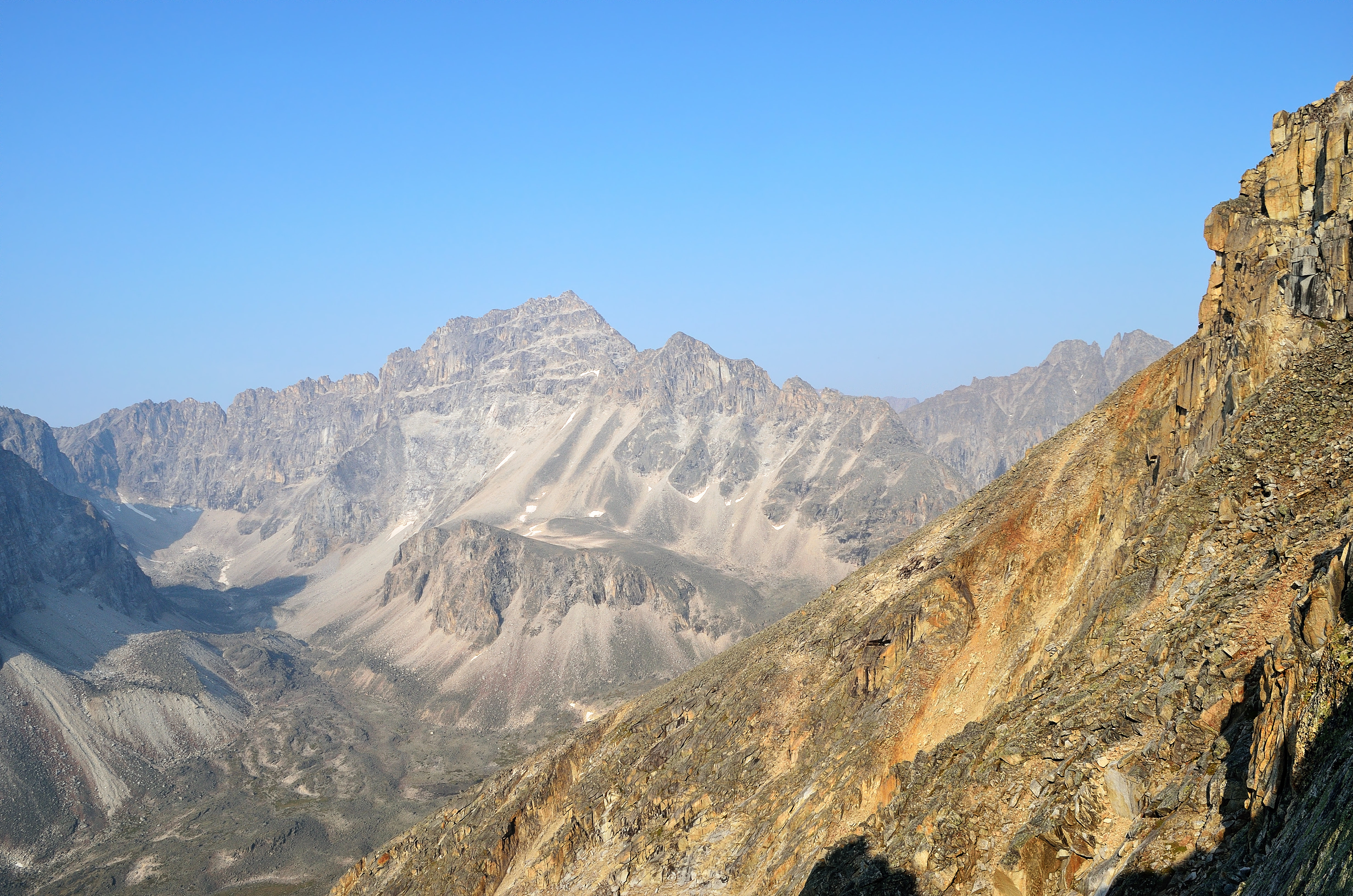
De Pik BAM gezien vanaf de Verrassingspas (perevala Sjoerpriz)
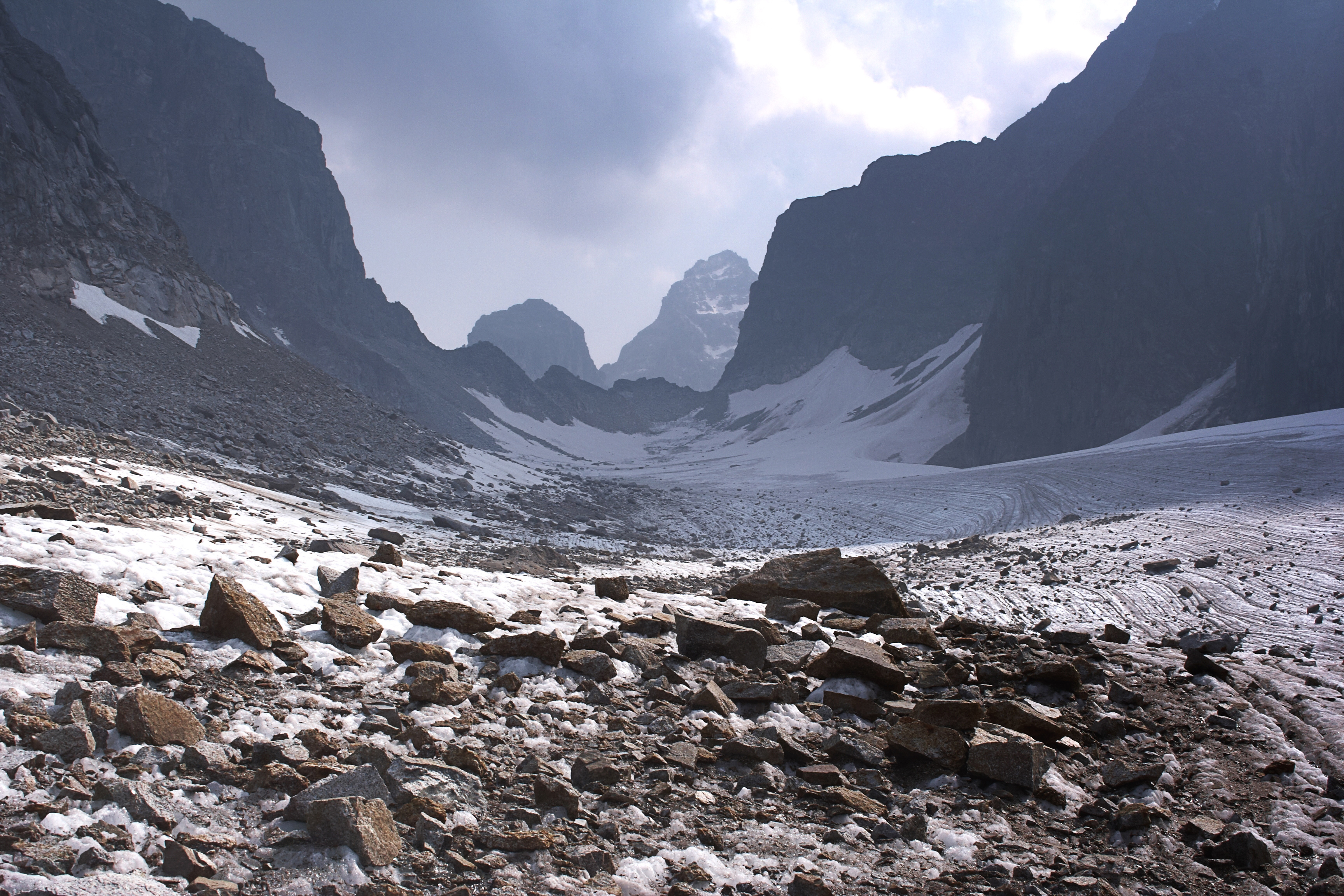
Azarovagletsjer, vernoemd naar een geologe die in 1949 bij een ongeluk om het leven kwam in de buurt van de Marmerkloof